# ロックの幻想
『ロックの幻想』（原題： Lou Reed）は、ヴェルヴェット・アンダーグラウンドの元メンバーであるルー・リードが、1972年に発表した初のソロ・アルバム。

## 解説
1970年8月にヴェルヴェット・アンダーグラウンドを脱退したリードは、音楽業界を引退してタイピストとして働き、1971年には詩やエッセイも発表していた。しかし、1971年末には、復活作となる本作のレコーディングに入る。
収録曲の大半は、ヴェルヴェット・アンダーグラウンド時代に録音されていた未発表曲を改作したもので、本作で初めて録音されたのは「ゴーイング・ダウン」「ベルリン」「ワイルド・チャイルド」の3曲のみである。残り7曲のヴェルヴェット・アンダーグラウンドによるヴァージョンは、『VU』（1985年）、『Another View』（1986年）、『Peel Slowly and See』（1995年）といったコンピレーション・アルバムや、アルバム『ローデッド』（1970年）のデラックス・エディション盤『Fully Loaded』（1997年）で順次発表されていった。
レコーディングはロンドンで行われ、当時イエスのメンバーだったスティーヴ・ハウとリック・ウェイクマンも参加している。
「ベルリン」は、リードが1973年に発表したサード・アルバム『ベルリン』にも別ヴァージョンが収録された。

## 収録曲
特記なき楽曲はルー・リード作詞・作曲。
Side 1
1. アイ・キャント・スタンド・イット - I Can't Stand It - 2:33
2. ゴーイング・ダウン - Going Down - 2:52
3. ウォーク・アンド・トーク・イット - Walk and Talk It - 3:37
4. リサ・セッズ - Lisa Says - 5:32
5. ベルリン - Berlin - 5:12

Side 2
1. アイ・ラヴ・ユー - I Love You - 2:16
2. ワイルド・チャイルド - Wild Child - 4:39
3. ラヴ・メイクス・ユー・フィール - Love Makes You Feel - 3:09
4. ライド・イントゥ・ザ・サン - Ride into the Sun (Lou Reed, John Cale, Sterling Morrison, Maureen Tucker) - 3:14
5. オーシャン - Ocean - 5:03

## 参加ミュージシャン
- ルー・リード - ボーカル、ギター
- カレブ・クエイ - ギター、ピアノ
- スティーヴ・ハウ - ギター
- ポール・キーオ - ギター
- リック・ウェイクマン - ピアノ
- レス・ハードル - ベース
- ブライアン・オジャーズ - ベース
- クレム・カッティーニ - ドラムス、パーカッション
- ケイ・ガーナー - バッキング・ボーカル
- ヘレン・フランシス - バッキング・ボーカル